# バレーボールネーションズリーグ
FIVBバレーボールネーションズリーグ（Volleyball Nations League）は、FIVB（国際バレーボール連盟）が2018年から開催しているバレーボール国際大会である。男子のバレーボール・ワールドリーグと女子のバレーボール・ワールドグランプリを発展的に統合した大会となる。

## 歴史
2017年10月12日にパリで開催されたFIVB70周年記念式典で、男子のバレーボール・ワールドリーグと女子のバレーボール・ワールドグランプリに取って代わる大会として、アリ・グラサ会長が発表した。IMGなど22の組織と提携して、オリンピックのスポーツプレゼンテーションに基づいてこれまでにないスタイルでバレーボール大会を開催すると発表。リーグ構成についても、男女とも、コアチーム12チームとチャレンジャーチーム4チームの計16チーム構成となり、該当16チームについてもそれぞれ発表された。
2018年5月15日、第1回女子大会が開幕し、第1回男子大会も同25日に開幕。決勝ラウンドは、男子はフランス・リールで、女子は中国・南京市でそれぞれ開催され、男子はロシア、女子はアメリカ合衆国がそれぞれ初代チャンピオンとなった。また、男子はアメリカ合衆国が2019年からの3大会で決勝ラウンドを開催することとなり、女子は2018年度に引き続き中国が2019、2020年度も決勝ラウンドを開催することとなった。
2019年は、男子はロシア、女子はアメリカ合衆国がともに連覇を果たした。同年10月14日、次年度とその次年度も男子決勝ラウンド開催となっていたアメリカ合衆国が独立記念日を懸念して開催を辞退したことがFIVBより発表された。後の12月20日に、翌年度の決勝ラウンドはアメリカ合衆国に代わりイタリア・トリノで開催されることが発表された。
2020年、新型コロナウイルス感染症(COVID-19)の流行により、男女大会とも中止となった。
2021年、これまで予選ラウンドは5週に渡って世界各国を転戦する方式だったが、新型コロナウイルス感染症の流行を警戒し、当年度は1ヶ国の集中開催に変更した。一方、2021年チャレンジャーカップは中止となり、2022年度も2021年度の16チームがそのまま出場することとなった。
2022年は男女それぞれ2プールに分かれ、それぞれ3週に渡って世界各国を転戦する方式となった（男女合計12都市で開催される）。しかし、2022年3月1日、FIVBは、ロシアのウクライナ侵攻を受けて男女共にロシアの出場権を剥奪したと発表した。
回を重ねるにつれ、特に女子で「コアチーム」とされた韓国が「チャレンジャーチーム」よりも世界ランクで低迷し、「チャレンジャーチーム」とされたポーランドが世界ランクトップに迫り早々にオリンピック出場権を獲得する事態が起きた。このため2024年2月、FIVBなどは制度改革を発表。翌2025年以降3年間の大会では「コアチーム」と「チャレンジャーチーム」という区分けを撤廃し参加チーム数を男女2つずつ増やす一方で、大会最下位のチームを自動降格させる方式に改めるとした。

## 大会方式

### 2024年まで
初年度の2018年大会は、男女とも共通の大会形式で、予選ラウンドと決勝ラウンドの二段階方式。
予選ラウンド
出場16チームによる1回戦総当たり（ラウンドロビン方式）で行う。5週に渡って行い、各週4チームずつ4プールに分かれ、それぞれのプールで1回戦総当たりを行う。また、それぞれのプールにおいて所属チームのいずれかが開催国となる。5週合わせて16チームの1回戦総当たりとなる形式で行う方式である。決勝ラウンド開催国とそれ以外の上位5チームが決勝ラウンドに進出する。
チャレンジャーチーム（後述）4チームのうち最下位のチームは同年度チャレンジャーカップ優勝者と入れ替えとなり次年度大会には出場できなくなる。
なお、2024年はパリオリンピックの出場選考のための予選も兼ねており、開催国枠のフランス、2023年9月 - 10月で行われる世界予選（24カ国を8カ国×3組。各組2位までの6カ国が内定）で出場が確定した国以外で、当予選リーグ終了時の世界ランキング上位5カ国（ただし、世界予選で各大陸ごとの出場国が1カ国も確定していない場合は、その大陸の最上位国を最優先）に出場権を付与する。
決勝ラウンド
出場6チームが3チームずつの2グループに分かれて1回戦総当たりを行い、各グループ上位2チームが準決勝に進出しメダルを争う。

### 2025年から2027年まで
予選ラウンド
出場18チームによる1回戦総当たり（ラウンドロビン方式）で行う。3週に渡って行い、各週5日間で6チームずつ3プールに分かれ、それぞれのプールで1回戦総当たりを行う。また、それぞれのプールにおいて所属チームのいずれかが開催国となる。3週合わせて18チームの1回戦総当たりとなる形式で行う方式である。ただし1チームあたりの試合数は従前と同じ12試合（1週4試合ずつ）となる。また男子第2週と女子第3週の間に休養週が入る。
決勝ラウンド開催国とそれ以外の上位7チームが決勝トーナメントに進出する。

## 参加チーム

### 2024年までのチーム編成
男女とも、コアチームとチャレンジャーチームの計16チームが出場となる。
コアチームは、リーグから陥落することがないリーグ常連チームの位置づけ。チャレンジャーチームは、同チームの中で最も成績の低いチームがリーグ陥落となる。
2017年10月12日のFIVB70周年記念式典で、コアチーム12チームとチャレンジャーチーム4チームが発表された。
コアチームは以下の通りである。
| チーム         | 大陸連盟 | 期間          |
| -------------- | -------- | ------------- |
| ブラジル       | CSV      | 2018年-2024年 |
| アメリカ合衆国 | NORCECA  | 2018年-2024年 |
| ポーランド     | CEV      | 2018年-2024年 |
| イタリア       | CEV      | 2018年-2024年 |
| アルゼンチン   | CSV      | 2018年-2024年 |
| イラン         | AVC      | 2018年-2024年 |
| フランス       | CEV      | 2018年-2024年 |
| ドイツ         | CEV      | 2018年-2024年 |
| セルビア       | CEV      | 2018年-2024年 |
| 日本           | AVC      | 2018年-2024年 |
| ロシア         | CEV      | 2018年-2021年 |
| 中華人民共和国 | AVC      | 2018年-2019年 |

| チーム         | 大陸連盟 | 期間          |
| -------------- | -------- | ------------- |
| 中華人民共和国 | AVC      | 2018年-2024年 |
| アメリカ合衆国 | NORCECA  | 2018年-2024年 |
| セルビア       | CEV      | 2018年-2024年 |
| ブラジル       | CSV      | 2018年-2024年 |
| 日本           | AVC      | 2018年-2024年 |
| イタリア       | CEV      | 2018年-2024年 |
| オランダ       | CEV      | 2018年-2024年 |
| 韓国           | AVC      | 2018年-2024年 |
| トルコ         | CEV      | 2018年-2024年 |
| ドイツ         | CEV      | 2018年-2024年 |
| タイ           | AVC      | 2018年-2024年 |
| ロシア         | CEV      | 2018年-2021年 |

### 2025年から2027年までのチーム編成
2025年は、2024年に於けるコアチームとチャレンジャーチーム、男女各16チームずつが自動的に出場資格を得る。また従前通り前年チャレンジャー・カップ優勝国に出場権が与えられ、2025年限りでネーションズリーグ出場権を得ていない国の世界ランキングで最上位の国も出場できる。一方で過去の種別に関係無く、当該年の大会で最下位だったチームが翌年のチャレンジャー・カップに陥落となる。

## 歴代成績

### 男子
| 年   | 決勝ラウンド 開催地 | 優勝決定戦                                         | 優勝決定戦                                         | 優勝決定戦                                         | 3位決定戦                                          | 3位決定戦                                          | 3位決定戦                                          | 参加チーム                                         | 参加チーム                                         |
| 年   | 決勝ラウンド 開催地 | 優勝                                               | スコア                                             | 準優勝                                             | 3位                                                | スコア                                             | 4位                                                | 予選R                                              | 決勝R                                              |
| ---- | ------------------- | -------------------------------------------------- | -------------------------------------------------- | -------------------------------------------------- | -------------------------------------------------- | -------------------------------------------------- | -------------------------------------------------- | -------------------------------------------------- | -------------------------------------------------- |
| 2018 | リール              | · ロシア                                           | 3–0                                                | · フランス                                         | · アメリカ合衆国                                   | 3–0                                                | · ブラジル                                         | 16                                                 | 6                                                  |
| 2019 | シカゴ              | · ロシア                                           | 3–1                                                | · アメリカ合衆国                                   | · ポーランド                                       | 3–0                                                | · ブラジル                                         | 16                                                 | 6                                                  |
| 2020 | トリノ              | 新型コロナウイルス感染症(COVID-19)の流行により中止 | 新型コロナウイルス感染症(COVID-19)の流行により中止 | 新型コロナウイルス感染症(COVID-19)の流行により中止 | 新型コロナウイルス感染症(COVID-19)の流行により中止 | 新型コロナウイルス感染症(COVID-19)の流行により中止 | 新型コロナウイルス感染症(COVID-19)の流行により中止 | 新型コロナウイルス感染症(COVID-19)の流行により中止 | 新型コロナウイルス感染症(COVID-19)の流行により中止 |
| 2021 | リミニ              | · ブラジル                                         | 3–1                                                | · ポーランド                                       | · フランス                                         | 3–0                                                | · スロベニア                                       | 16                                                 | 4                                                  |
| 2022 | ボローニャ          | · フランス                                         | 3–2                                                | · アメリカ合衆国                                   | · ポーランド                                       | 3–0                                                | · イタリア                                         | 16                                                 | 8                                                  |
| 2023 | グダニスク          | · ポーランド                                       | 3–1                                                | · アメリカ合衆国                                   | · 日本                                             | 3–2                                                | · イタリア                                         | 16                                                 | 8                                                  |
| 2024 | ウッチ              | · フランス                                         | 3–1                                                | · 日本                                             | · ポーランド                                       | 3–0                                                | · スロベニア                                       | 16                                                 | 8                                                  |
| 2025 | 寧波市              | · ポーランド                                       | 3–0                                                | · イタリア                                         | · ブラジル                                         | 3–1                                                | · スロベニア                                       | 18                                                 | 8                                                  |

### 女子
| 年   | 決勝ラウンド 開催地 | 優勝決定戦                                         | 優勝決定戦                                         | 優勝決定戦                                         | 3位決定戦                                          | 3位決定戦                                          | 3位決定戦                                          | 参加チーム                                         | 参加チーム                                         |
| 年   | 決勝ラウンド 開催地 | 優勝                                               | スコア                                             | 準優勝                                             | 3位                                                | スコア                                             | 4位                                                | 予選R                                              | 決勝R                                              |
| ---- | ------------------- | -------------------------------------------------- | -------------------------------------------------- | -------------------------------------------------- | -------------------------------------------------- | -------------------------------------------------- | -------------------------------------------------- | -------------------------------------------------- | -------------------------------------------------- |
| 2018 | 南京市              | · アメリカ合衆国                                   | 3–2                                                | · トルコ                                           | · 中華人民共和国                                   | 3–0                                                | · ブラジル                                         | 16                                                 | 6                                                  |
| 2019 | 南京市              | · アメリカ合衆国                                   | 3–2                                                | · ブラジル                                         | · 中華人民共和国                                   | 3–1                                                | · トルコ                                           | 16                                                 | 6                                                  |
| 2020 | 南京市              | 新型コロナウイルス感染症(COVID-19)の流行により中止 | 新型コロナウイルス感染症(COVID-19)の流行により中止 | 新型コロナウイルス感染症(COVID-19)の流行により中止 | 新型コロナウイルス感染症(COVID-19)の流行により中止 | 新型コロナウイルス感染症(COVID-19)の流行により中止 | 新型コロナウイルス感染症(COVID-19)の流行により中止 | 新型コロナウイルス感染症(COVID-19)の流行により中止 | 新型コロナウイルス感染症(COVID-19)の流行により中止 |
| 2021 | リミニ              | · アメリカ合衆国                                   | 3–1                                                | · ブラジル                                         | · トルコ                                           | 3–0                                                | · 日本                                             | 16                                                 | 4                                                  |
| 2022 | アンカラ            | · イタリア                                         | 3–0                                                | · ブラジル                                         | · セルビア                                         | 3–0                                                | · トルコ                                           | 16                                                 | 8                                                  |
| 2023 | アーリントン        | · トルコ                                           | 3–1                                                | · 中華人民共和国                                   | · ポーランド                                       | 3–2                                                | · アメリカ合衆国                                   | 16                                                 | 8                                                  |
| 2024 | バンコク            | · イタリア                                         | 3–1                                                | · 日本                                             | · ポーランド                                       | 3–2                                                | · ブラジル                                         | 16                                                 | 8                                                  |
| 2025 | ウッチ              | · イタリア                                         | 3–1                                                | · ブラジル                                         | · ポーランド                                       | 3–1                                                | · 日本                                             | 18                                                 | 8                                                  |

## 通算獲得メダル数

### 男子
| 順位              | 国/地域           | 金 | 銀 | 銅 | 計 |
| ----------------- | ----------------- | -- | -- | -- | -- |
| 1                 | フランス          | 2  | 1  | 1  | 4  |
| 2                 | ロシア            | 2  | 0  | 0  | 2  |
| 3                 | ポーランド        | 1  | 1  | 3  | 5  |
| 4                 | ブラジル          | 1  | 0  | 1  | 2  |
| 5                 | アメリカ合衆国    | 0  | 3  | 1  | 4  |
| 6                 | 日本              | 0  | 1  | 1  | 2  |
| 計 (国/地域数: 6) | 計 (国/地域数: 6) | 6  | 6  | 7  | 19 |

### 女子
| 順位              | 国/地域           | 金 | 銀 | 銅 | 計 |
| ----------------- | ----------------- | -- | -- | -- | -- |
| 1                 | アメリカ合衆国    | 3  | 0  | 0  | 3  |
| 1                 | イタリア          | 3  | 0  | 0  | 3  |
| 3                 | トルコ            | 1  | 1  | 1  | 3  |
| 4                 | ブラジル          | 0  | 4  | 0  | 4  |
| 5                 | 中華人民共和国    | 0  | 1  | 2  | 3  |
| 6                 | 日本              | 0  | 1  | 0  | 1  |
| 7                 | ポーランド        | 0  | 0  | 3  | 3  |
| 8                 | セルビア          | 0  | 0  | 1  | 1  |
| 計 (国/地域数: 8) | 計 (国/地域数: 8) | 7  | 7  | 7  | 21 |

## 年度別成績
| （チャレンジャーチームの凡例） ◎チャレンジャーカップで優勝し翌年度大会出場 ○残留となったチャレンジャーチーム ▲陥落となったチャレンジャーチーム ☆コアチームとして出場した大会 |

### 男子・2024年まで
| チーム種別     | チーム         | 2018   | 2019   | 2021   | 2022   | 2023   | 2024   |
| -------------- | -------------- | ------ | ------ | ------ | ------ | ------ | ------ |
| コア           | ポーランド     | 5位    | 3位    | 準優勝 | 3位    | 優勝   | 3位    |
| コア           | 日本           | 12位   | 10位   | 11位   | 5位    | 3位    | 準優勝 |
| コア           | イタリア       | 8位    | 8位    | 10位   | 4位    | 4位    | 5位    |
| コア           | アルゼンチン   | 14位   | 7位    | 9位    | 9位    | 5位    | 6位    |
| コア           | フランス       | 準優勝 | 6位    | 3位    | 優勝   | 8位    | 優勝   |
| コア           | ブラジル       | 4位    | 4位    | 優勝   | 6位    | 6位    | 8位    |
| コア           | セルビア       | 6位    | 11位   | 6位    | 11位   | 9位    | 10位   |
| コア           | ドイツ         | 9位    | 14位   | 13位   | 12位   | 11位   | 11位   |
| コア           | アメリカ合衆国 | 3位    | 準優勝 | 7位    | 準優勝 | 準優勝 | 12位   |
| コア           | イラン         | 10位   | 5位    | 12位   | 7位    | 14位   | 15位   |
| コア           | ロシア         | 優勝   | 優勝   | 5位    | -      | -      | -      |
| チャレンジャー | スロベニア     | -      | ◎      | 4位○   | 10位○  | 7位○   | 4位    |
| チャレンジャー | カナダ         | 7位○   | 9位○   | 8位○   | 15位○  | 12位○  | 7位    |
| チャレンジャー | キューバ       | -      | -      | -      | ◎      | 13位○  | 9位    |
| チャレンジャー | オランダ       | -      | -      | 14位○  | 8位○   | 10位○  | 13位   |
| チャレンジャー | ブルガリア     | 11位○  | 12位○  | 15位○  | 14位○  | 15位○  | 14位   |
| チャレンジャー | トルコ         | -      | -      | -      | -      | ◎      | 16位   |
| チャレンジャー | 中華人民共和国 | 15位☆  | 16位☆  | -      | 13位○  | 16位▲  | -      |
| チャレンジャー | オーストラリア | 13位○  | 13位○  | 16位○  | 16位▲  | -      | -      |
| チャレンジャー | ポルトガル     | ◎      | 15位▲  | -      | -      | -      | -      |
| チャレンジャー | 韓国           | 16位▲  | -      | -      | -      | -      | -      |

### 男子・2025年から2027年まで
| チーム種別     | チーム         | 2025   |
| -------------- | -------------- | ------ |
| 2024年から継続 | アルゼンチン   | 13位   |
| 2024年から継続 | ブラジル       | 3位    |
| 2024年から継続 | ブルガリア     | 11位   |
| 2024年から継続 | カナダ         | 14位   |
| 2024年から継続 | キューバ       | 7位    |
| 2024年から継続 | フランス       | 5位    |
| 2024年から継続 | ドイツ         | 15位   |
| 2024年から継続 | イラン         | 9位    |
| 2024年から継続 | イタリア       | 準優勝 |
| 2024年から継続 | 日本           | 6位    |
| 2024年から継続 | オランダ       | 18位   |
| 2024年から継続 | ポーランド     | 優勝   |
| 2024年から継続 | スロベニア     | 4位    |
| 2024年から継続 | セルビア       | 16位   |
| 2024年から継続 | トルコ         | 17位   |
| 2024年から継続 | アメリカ合衆国 | 12位   |
| 2025年以降新規 | 中華人民共和国 | 8位    |
| 2025年以降新規 | ウクライナ     | 10位   |

### 女子・2024年まで
| チーム種別     | チーム         | 2018   | 2019   | 2021   | 2022   | 2023   | 2024   |
| -------------- | -------------- | ------ | ------ | ------ | ------ | ------ | ------ |
| コア           | イタリア       | 7位    | 6位    | 12位   | 優勝   | 6位    | 優勝   |
| コア           | 日本           | 10位   | 9位    | 4位    | 7位    | 7位    | 準優勝 |
| コア           | ブラジル       | 4位    | 準優勝 | 準優勝 | 準優勝 | 5位    | 4位    |
| コア           | 中華人民共和国 | 3位    | 3位    | 5位    | 6位    | 準優勝 | 5位    |
| コア           | トルコ         | 準優勝 | 4位    | 3位    | 4位    | 優勝   | 6位    |
| コア           | アメリカ合衆国 | 優勝   | 優勝   | 優勝   | 5位    | 4位    | 7位    |
| コア           | タイ           | 15位   | 12位   | 16位   | 8位    | 14位   | 8位    |
| コア           | オランダ       | 6位    | 11位   | 7位    | 11位   | 12位   | 9位    |
| コア           | セルビア       | 5位    | 13位   | 13位   | 3位    | 9位    | 12位   |
| コア           | ドイツ         | 11位   | 10位   | 10位   | 10位   | 8位    | 13位   |
| コア           | 韓国           | 12位   | 15位   | 15位   | 16位   | 16位   | 15位   |
| コア           | ロシア         | 8位    | 14位   | 8位    | -      | -      | -      |
| チャレンジャー | ポーランド     | 9位○   | 5位○   | 11位○  | 13位○  | 3位○   | 3位    |
| チャレンジャー | カナダ         | -      | ◎      | 14位○  | 12位○  | 10位○  | 10位   |
| チャレンジャー | ドミニカ共和国 | 14位○  | 8位○   | 6位○   | 9位○   | 11位○  | 11位   |
| チャレンジャー | フランス       | -      | -      | -      | -      | ◎      | 14位   |
| チャレンジャー | ブルガリア     | ◎      | 16位▲  | -      | 14位○  | 13位○  | 16位   |
| チャレンジャー | クロアチア     | -      | -      | -      | ◎      | 15位▲  | -      |
| チャレンジャー | ベルギー       | 13位○  | 7位○   | 9位○   | 15位▲  | -      | -      |
| チャレンジャー | アルゼンチン   | 16位▲  | -      | -      | -      | -      | -      |

### 女子・2025年から2027年まで
| チーム種別     | チーム         | 2025   |
| -------------- | -------------- | ------ |
| 2024年から継続 | ブラジル       | 準優勝 |
| 2024年から継続 | ブルガリア     | 13位   |
| 2024年から継続 | カナダ         | 16位   |
| 2024年から継続 | 中華人民共和国 | 5位    |
| 2024年から継続 | ドミニカ共和国 | 12位   |
| 2024年から継続 | フランス       | 9位    |
| 2024年から継続 | ドイツ         | 7位    |
| 2024年から継続 | イタリア       | 優勝   |
| 2024年から継続 | 日本           | 4位    |
| 2024年から継続 | 韓国           | 18位   |
| 2024年から継続 | オランダ       | 10位   |
| 2024年から継続 | ポーランド     | 3位    |
| 2024年から継続 | セルビア       | 15位   |
| 2024年から継続 | タイ           | 17位   |
| 2024年から継続 | トルコ         | 6位    |
| 2024年から継続 | アメリカ合衆国 | 8位    |
| 2025年以降新規 | ベルギー       | 14位   |
| 2025年以降新規 | チェコ         | 11位   |